# スタニスワフ・ヴィエホヴィツ

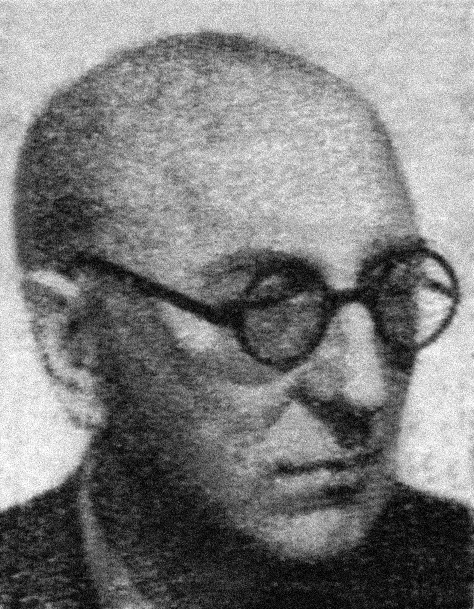
スタニスワフ・ヴィエホヴィツ（1893年-1963年）

スタニスワフ・ヴィエホヴィツ（Stanisław Wiechowicz、ポーランド語: [staˈɲiswaf vjɛˈxɔvit͡ʂ]、1893年11月27日 - 1963年5月12日）は、ポーランドの作曲家、音楽指揮者、音楽教育者、音楽評論家。

## 略歴
スタニスワフ・ヴィエホヴィツは、ポーランドのキェルツェ近郊にあるクロシツェで生まれた。クラクフの音楽院でオルガンを学び、ドレスデン近郊のヤックス・ダルクローゼ研究所で作曲を学んだ。サンクトペテルブルク音楽院で勉強を続けたが、兵役のために教育は中断された。復員後は、1921年から1939年までポズナンで音楽教師および合唱指揮者として働いた。1926年から1927年までの間は、パリのスコラ・カントルムで音楽の勉強を続けた。1920年から1926年までと1930年から1939年まで、彼はポズナンの音楽院にて教授を務めた。1945年以降、ヴィエホヴィツはクラクフの国立高等音楽学校（現在の音楽アカデミー）で作曲委員長を務めている。ヴィエホヴィツは音声教育学に関する多くの著作を執筆し、『Przegląd Muzyczny』や『Muzyka Polska』などの出版物に寄稿した。多くの作曲賞を受賞しており、1952年にはポーランド共和国功労勲章を授与された。彼の作品は、1948年の夏季オリンピックの美術コンクールにおける音楽イベントの一部にもなっている。
ヴィエホヴィツはヴァレンティーナ・サポシュニコフと結婚し、第二次世界大戦中は弁護士として働いた。1963年にクラクフで亡くなった。

## 作品
ヴィエホヴィツは合唱音楽の著名な作曲家であり、よくポーランドの民族音楽からインスピレーションを得ることがあった。主な作品は次の通り。
- Babie lato (1922年)
- Chmiel na orkiestrę (1927年)
- Pastorałki (1927年)
- Dzień słowiański (1929年)
- Kantata romantyczna (1930年)
- Ulęgałki (1944年)
- Kasia (1946年)
- Na glinianym wazoniku (1947年)
- Kantata żniwna (1948年)
- Kantata mickiewiczowska (1950年)
- Koncert staromiejski (1954年)
- Passacaglia i fuga (1960年)
- List do Marc Chagalla (1961年)